# Chiwoniso Maraire
Chiwoniso Maraire (ur. 5 marca 1976 w Olympii, USA, zm. 24 lipca 2013 w Chitungwizie, Zimbabwe) – zimbabweńska piosenkarka.

## Życiorys
Chiwoniso Maraire urodziła się 5 marca 1976 roku w Olympii w stanie Waszyngton. Była córką muzyka Dumisani Maraire. Gdy wróciła do Zimbabwe rozpoczęła naukę w liceum w Mutare. Wydała debiutancki album Ancient voices w 1998 roku, który w 1999 roku przyniósł jej nominację do nagrody KORA. Zmarła 24 lipca 2013 roku mając 37 lat.